# Whittington Castle

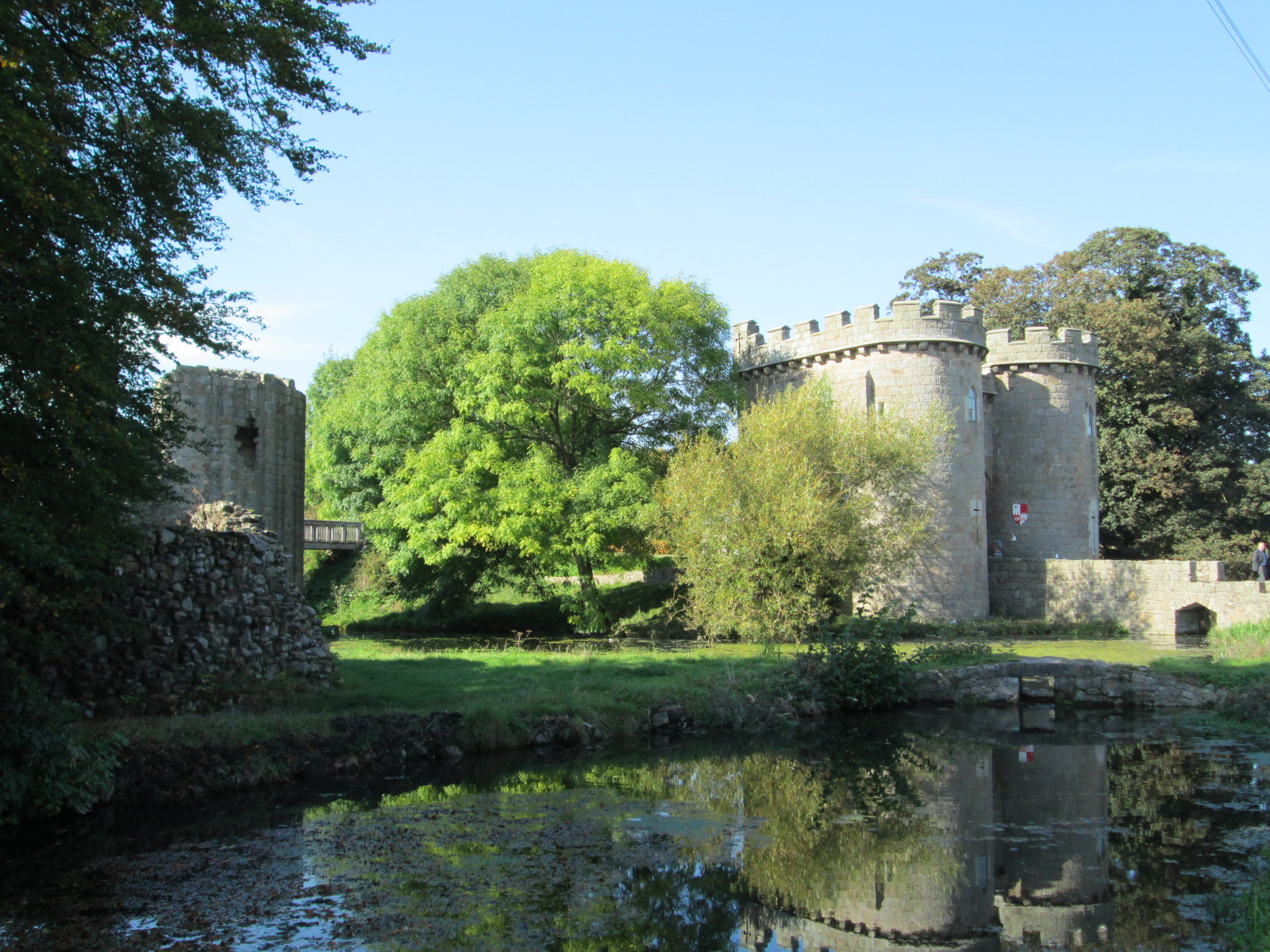
Whittington Castle 2014

Whittington Castle ist eine Burg im Dorf Whittington im nördlichen Teil der englischen Grafschaft Shropshire. Das 49.000 m² große Anwesen liegt an der Castle Road. Ursprünglich war es eine Motte, wurde aber im 13. Jahrhundert durch eine Burg mit Gebäuden um einen Burghof herum ersetzt. Deren Außenmauer war die Kurtine der Kernburg. Als Burg der Welsh Marches entstand sie an der Grenze zwischen Wales und England nahe dem historischen Fort Old Oswestry. Heute gehört die Burg dem Whittington Castle Preservation Fund und wird von diesem auch verwaltet.
Im Jahre 2003 zeigte eine von Peter Brown und Peter King durchgeführte historische und archäologische Untersuchung, dass sich im 14. Jahrhundert in der Vorburg zwei angelegte Gärten befanden, die von Wasser umgeben waren. Diese Entdeckung lieferte den Beweis, dass der englische Gartenbau im Verhältnis zum französischen und flämischen sehr fortschrittlich war. Den „verschwenderischen“ Garten ließ ein Mitglied der Familie FitzWarin anlegen. Der Aussichtshügel im Zentrum des Gartens ist wohl der älteste dieses Typs, den man bisher in England entdeckt hat.

## Geschichte

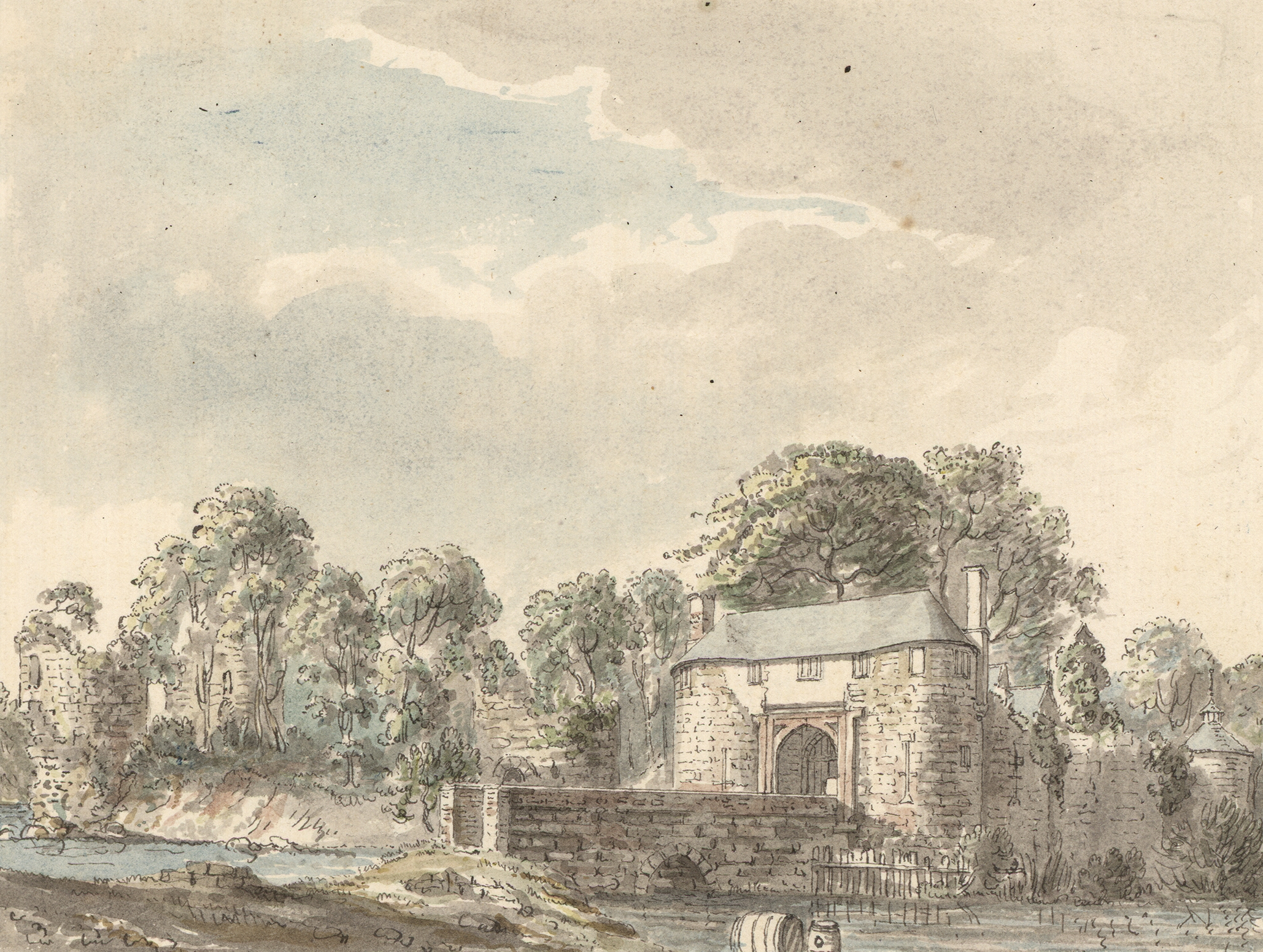
Whittington Castle c.1778

Whittington liegt auf der englischen Seite des Offa’s Dyke, der in dieser Gegend die normannische Grenze zwischen England und Wales bildete. Whittington Castle wurde zunächst wohl als normannisches Herrenhaus erstellt, auch wenn es dafür keinen Beweis gibt. Das Anwesen ließ 1138 William Peverel befestigen, der während der Anarchie König Stephan von Blois unterstützte. Ab dem Ende der 1140er-Jahre gehörte die Grundherrschaft von Whittington, wie die von Oswestry und Overton, nicht mehr zu England, sondern wurden Teil des Königreiches Powys und damit walisisch.
1165 übertrug König Heinrich II. die Burg an Roger de Powys und gewährte ihm um 1173 Gelder zur Durchführung von Reparaturarbeiten. Roger folgte sein Sohn Meurig (oder Maurice) nach und diesem dessen Sohn Werenoc. Ein Anspruch von Fulk III. FitzWarin auf die Burg, der diesen wohl im Namen der Peverels führte, wurde nicht vor 1204 anerkannt, was zu seiner Rebellion gegen Johann Ohneland führte. FitzWarin wurde begnadigt und Burg und Grundherrschaft von Whittington ohne die Burg Overton wurden ihm als Lehen übertragen. Die Burg fiel dann an seine Nachkommen, die alle Fulk hießen und ab 1295 den Titel Baron FitzWarine führten, und zwar bis zum Tod von Fulk XI. FitzWarin 1420.
Im Jahre 1223 wurde die Burg von Llywelyn ab Iorwerth aus Gwynedd erobert und zerstört. Nach einem Friedensvertrag wurde sie zurückgegeben und in Stein wiederaufgebaut. Dabei wurde der Turmdonjon der Motte durch eine Kernburg mit Gebäuden entlang der Kurtine und fünf Türmen auf einem erhöhten Gelände, das von einem Burggraben umgeben ist, ersetzt. Außerhalb befand sich ein äußeres Torhaus oder eine Barbakane. Für das folgende halbe Jahrhundert stand die Burg fest als Bastion, die Shropshire gegen Invasionen der Waliser verteidigte, bis König Eduard I. 1283 Wales einnahm.
Nach der Niederlage von Llywelyn ap Gruffydd wurde die Burg die herrschaftliche Residenz der Familie FitzWarin. Nach dem Tod von Fulk VII. FitzWarin 1349 aber brach eine lange Zeit an, in der die erbenden Lords fast immer minderjährig waren und üblicherweise nicht in der Burg wohnten, wenn auch etwa 1402 einige Reparaturen an der Burg durchgeführt wurden. Die Grundherrschaft wurde 1404, während der Rebellion von Owain Glyndŵr, verwüstet, sodass sie 1407 nichts mehr wert war. Aber die Burg wurde nicht eingenommen.
Als Fulk XI. FitzWarin noch minderjährig war, besaßen seine Mutter und ihr neuer Gatte, William Lord Clinton die Burg. In dieser Zeit gab es einen Streit mit den Leuten von Oswestry, die in den Wäldern Eichen abgeholzt hatten. Als die FitzWarin-Linie 1420 ausstarb, fiel die Grundherrschaft an Elisabeth, die Schwester von Fulk XI. FitzWarin, die dann Richard Hankeford heiratete. 1422 wurde Whittington Castle von William FitzWarin, vermutlich einem Vetter der die Burg als männlicher Erbe beanspruchte, und Richard Laken eingenommen, indem sie die Mauern mit Leitern überwanden. Bald wurde sie aber offensichtlich wieder an Lord Clinton zurückgegeben. Ihre Tochter Thomasia heiratete William Bourchier; so kam der Titel des Baron FitzWarin in die Familie Bourchier. Ihr Enkel, John Bourchier wurde zum Earl of Bath ernannt, aber dessen Sohn, John Bourchier, 2. Earl of Bath, tauschte Grundherrschaft und Burg 1545, unter König Heinrich VIII. gegen einige früher klösterlichen Grundstücke ein, die näher an seinem Zuhause in Devon lagen.
Vor dem Grundstückstausch wurde das Anwesen der Burg genau vermessen und beurteilt. Die Beurteilung beschreibt einige Gebäude als „verfallen“. Die Burg selbst diente vermutlich von da ab nie mehr als Wohnung. Durch viele Hände ging sie schließlich an William Albany, einen Londoner Merchant Taylor, aber er und seine Nachkommen (ab 1750 die Familie ‘’Lloyd’’ aus Aston bei Oswestry, denen die Burg heute noch gehört) lebten in Great Fernhill. Williams Enkel, Francis Albany, geriet in Schulden und verkaufte seinen Wald in Babbinswood an Arthur Kynaston aus Shrewsbury, der einen Frischofen in Fernhill bauen ließ und dafür Mauersteine der Burg verwendete. 1632 wurde das Torhaus der Burg verpachtet, wobei dem Pächter erlaubt wurde, „kostenlos Steine aus der Burg“ zu nehmen. In der Zeit des englischen Bürgerkrieges war Whittington Castle offensichtlich nicht mehr in so verteidigungsbereitem Zustand, dass es irgendeine Rolle im Krieg hätte spielen können. 1673 wurde die Burg (oder eigentlich nur das Torhaus) als romantische Wohnung an einen Thomas Lloyd, einen Londoner Kaufmann, verpachtet, der vermutlich schon in Rente war. 1760 fiel einer der Türme in den Burggraben. Dieses und andere Teile der Burg wurden zum Straßenbau verwendet, vermutlich auch der neuen Turnpike-Straße nach Ellesmere 1776, solange William Lloyd noch minderjährig war.

## Restaurierung

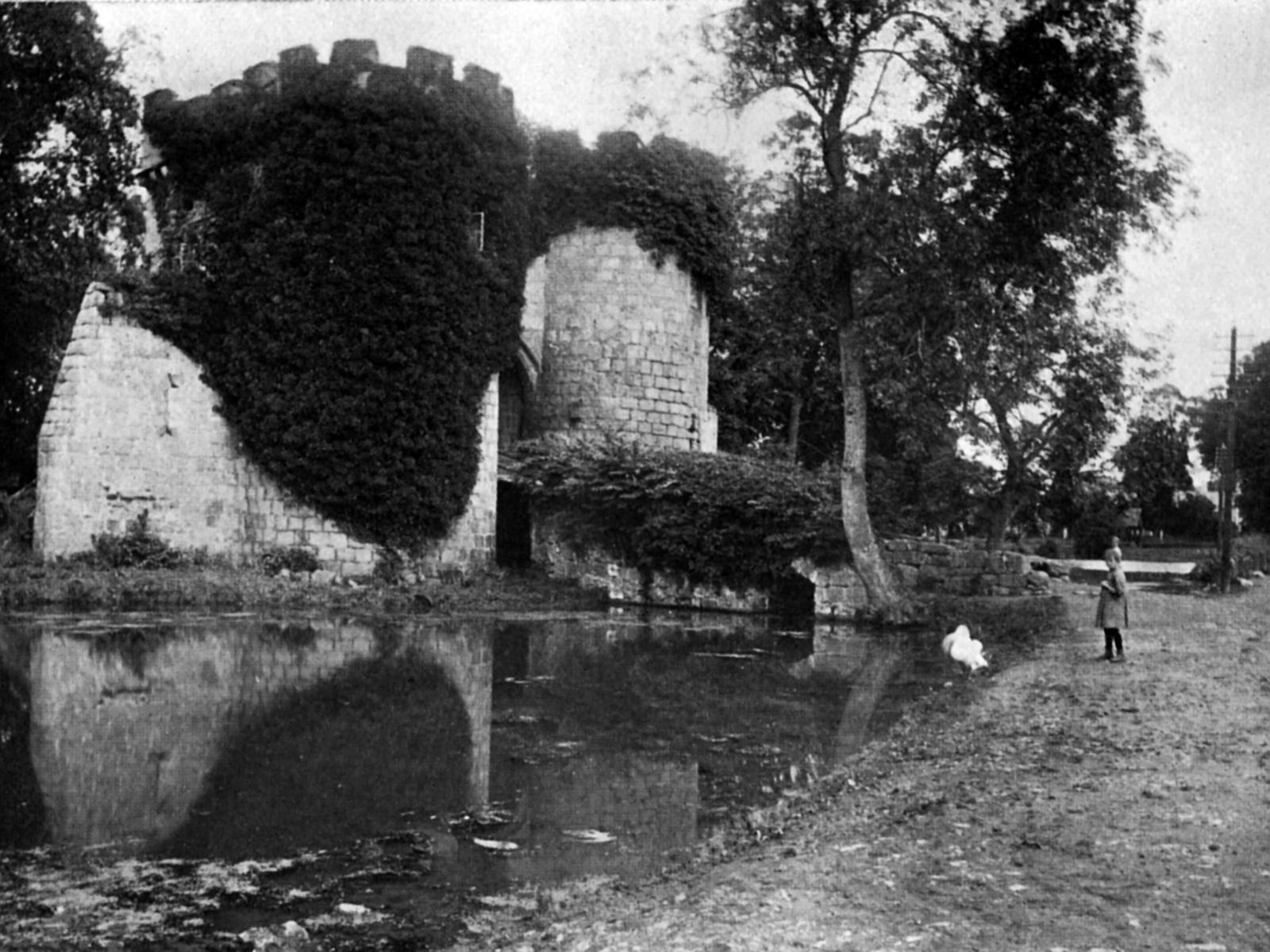
Dieses Foto von Whittington Castle vor seiner letzten Restaurierung wurde in Thos D. Murphys Arbeit In Unfamiliar England (1910) veröffentlicht.

Die Burg grenzt an die alte Holyhead Road und wurde so von Reisenden wahrgenommen. William Lloyd ließ das Torhaus um 1808 restaurieren und verpachtete es als Bauernhof. Es wurde bis in die 1990er-Jahre als Wohnhaus genutzt.
Whittington Castle gehört zurzeit dem Whittington Castle Preservation Trust, einer bäuerlichen Gemeinschaft, die im Dezember 1998 gegründet wurde und die die Burg 2002 für 99 Jahre gepachtet hat. Kürzlich hat der Trust Renovierungsarbeiten im Wert von £ 1,5 Mio. abgeschlossen.
Jedes Jahr trifft sich Historia Normannis, eine Gruppe, die historische Ereignisse nachstellt, auf der Burg, um Schlachten, die in der betreffenden Jahreszeit in diesem Gebiet stattgefunden haben, nachzustellen.

## Legenden
Eine der bekanntesten Legenden um Whittington Castle handelt von Marian Chalice, von dem einige denken, es sei der Heilige Gral. Nach dieser Legende soll Sir Fulk FitzWarin, Großenkel von Payne Peveril, einer der Gralshüter am Tisch von König Artus gewesen sein. Eine Geschichte aus dem 13. Jahrhundert besagt, dass der Gral in einer Privatkapelle der Burg aufbewahrt wurde, als Sir Foulke da war. Das Wappen von Fulk FitzWarin hängt über dem Torbogen der Burg.
Man berichtet auch, dass die Burg Teil der Grundherrschaft eines adligen Walisers namens Tudor Trefor oder Tudor Trevor in beiden Maelors war (Maelor Saesneg und Maelor Gymraeg). Obwohl dessen Vater Rhys Sais erstere innehatte, scheint der Rest eine Erfindung von Lewis Dwnn aus dem Jahre 1846 zu sein.